# Multivariat statistik
Multivariat statistik är statistisk analys som behandlar mer än en variabel åt gången. Beräkningar sker på vektorer eller matriser i stället för skalärer och multivariat statistik blir därför mer beräkningstungt än univariat statistik. Med teknikens utveckling får man idag ofta många olika mätvärden från apparater och experiment som man vill analysera, då används multivariat statistik med hjälp av datorer för de algebraiska beräkningarna. I undersökningar inom psykologi, som tex hos IQ-test, används ofta den multivariata metoden faktoranalys.

## Exempel
- Multipel linjär regression
- Multivariat variansanalys (MANOVA)
- Linjär klassificerare (LDA)
- Stödvektormaskin (SVM)
- Artificiella neuronnät (ANN)
- Kanonisk korrelationsanalys (CCA)
- Principalkomponentanalys (PCA)
- Oberoende komponentanalys (ICA)
- Faktoranalys (FA)